# اوبراکرن
اوبراکرن (به آلمانی: Überackern) یک منطقهٔ مسکونی در اتریش است که در برونو آم این واقع شده‌است. اوبراکرن ۲۷٫۰۹ کیلومتر مربع مساحت دارد ۳۵۶ متر بالاتر از سطح دریا واقع شده‌است.